# Beningaburg (Grimersum)
Die Beningaburg ist eine abgegangene Wasserburg. Die Burg war nach der Zerstörung des Stammsitzes, der wenig entfernt gelegenen Beningaburg in Wirdum, Sitz der alten ostfriesischen Häuptlingsfamilie Beninga, deren prominentester Spross der Chronist Eggerik Beninga ist. Er wurde auf der Burg geboren und verstarb dort auch. In Grimersum gab es eine weitere Burg, die Westerburg, weshalb die Beningaburg auch Osterburg genannt wurde.

## Lage
Die Marschdörfer Grimersum und Wirdum liegen innerhalb eines spätmittelalterlichen Deiches, beiderseits einer nach der Bedeichung verlandeten Meeresbucht. Die Beningaburg liegt am Ostende des Dorfes Grimersum im Landkreis Aurich in Niedersachsen.

## Baubeschreibung
Die Burg in Grimersum war ein von einem Wassergraben umgebener vierflügeliger Komplex. Im zweigeschossigen Haupthaus befanden sich Rittersaal, ein Lese- sowie mehrere Wohnräume. An das Hauptgebäude schlossen sich niedrige Nebengebäude an, in denen sich Wirtschaftsräume befanden.

## Geschichte
Die Dorfwurt von Grimersum ist frühmittelalterlichen Ursprungs. Im 14. Jahrhundert wurde sie in Richtung Osten um den Burgplatz erweitert. Erster bekannter Bewohner Gerald Beninga, der die Anlage 1379 als Häuptling in Grimersum bewohnte und sie wahrscheinlich selbst erbauen ließ. Hamburger und die mit ihnen verbündeten Cirksena zerstörten die Burg, wie auch die Anlage in Wirdum, in den Auseinandersetzungen um die Vorherrschaft in Ostfriesland, die sich im frühen 15. Jahrhundert zwischen den tom Brok und den Ukena und später den Cirksena und den Ukena mit ihren jeweiligen Parteigängern und Verbündeten abspielten. Die Beninga waren zu dieser Zeit mit den unterlegenen Ukenas verbündet. Eine Strafexpedition der mit den Cirksena verbündeten Hamburgern zur Bekämpfung der von den Ostfriesischen Häuptlingen geduldeten Piraterie besiegelte schließlich 1435/36 das Ende der Burg und der Herrschaft der Beninga. Die Familie blieb jedoch weiter vermögend und ließ im Jahre 1450 in Grimersum eine neue, zeitgemäße Burg neu errichten. Diese bestand aus einem vierflügeligen Komplex, der von einem Wassergraben umgeben war.
Eggerik Beninga ließ die Anlage 1548 zu einem Renaissance-Schloss umbauen. Er legte wohl auch den Grundstein zu einer Bibliothek, die nach einem Katalog aus dem 18. Jahrhundert über 800 Bücher umfasst haben soll. Im 18. Jahrhundert begann der Niedergang der Anlage. Einer der beiden Hauptflügel, die sogenannte Westerburg, wurde zu dieser Zeit aufgegeben. Im 19. Jahrhundert verfiel auch der andere Haupt- mit den beiden Nebenflügeln, die sogenannte Osterburg, verfiel gegen Ende des 19. Jahrhunderts vollständig und stürzte 1891 ein. Anschließend wurde das Areal als Steinbruch genutzt. Die letzten Gebäudeteile wurden Anfang des 20. Jahrhunderts abgerissen. Im Jahre 2002 wurde die Burganlage im Zuge der Dorfsanierung 2002 freigelegt und teilweise begehbar gemacht. Geplant war, die Mauerstümpfe der Gebäude, die ehedem zehn Meter breiten Gräben der Viereckanlage sowie die Brücke und die Gärten wieder sichtbar zu machen. Im Jahre 2016 beschlossen die Gemeinde Krummhörn und die Ostfriesische Landschaft, nur noch einen Teil der bereits restaurierten Burgmauern sichtbar zu lassen. Die restlichen Mauern sollen verfüllt werden. Auch der alte Burggraben könnte wieder neu entstehen. Im Februar 2019 wurde die gesamte Anlage mit Erde verfüllt. Für die weitere Untersuchung der Anlage fehlt eine Finanzierung.